# Katahdin Woods and Waters National Monument

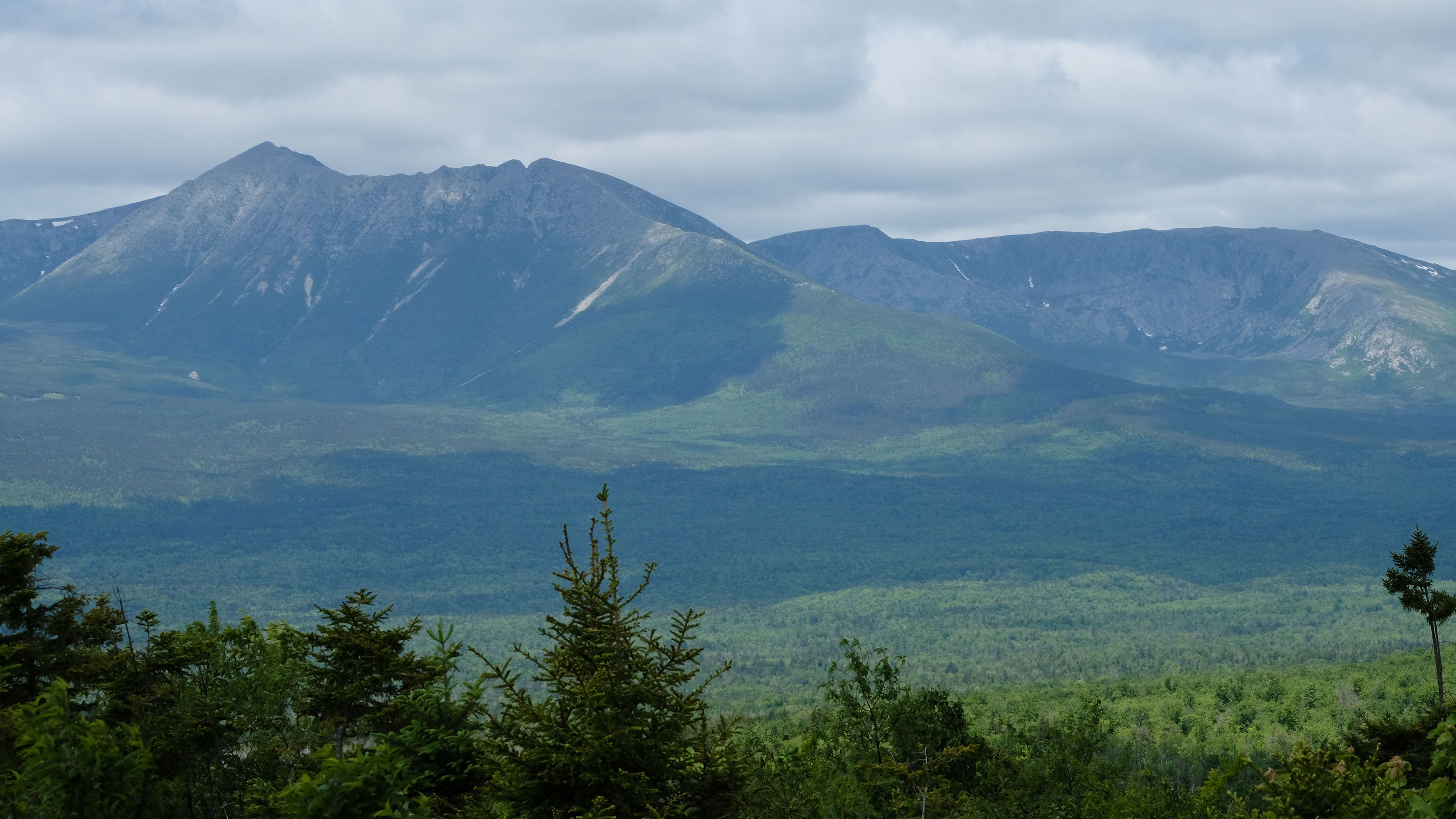
Katahdin Woods and Waters National Monument

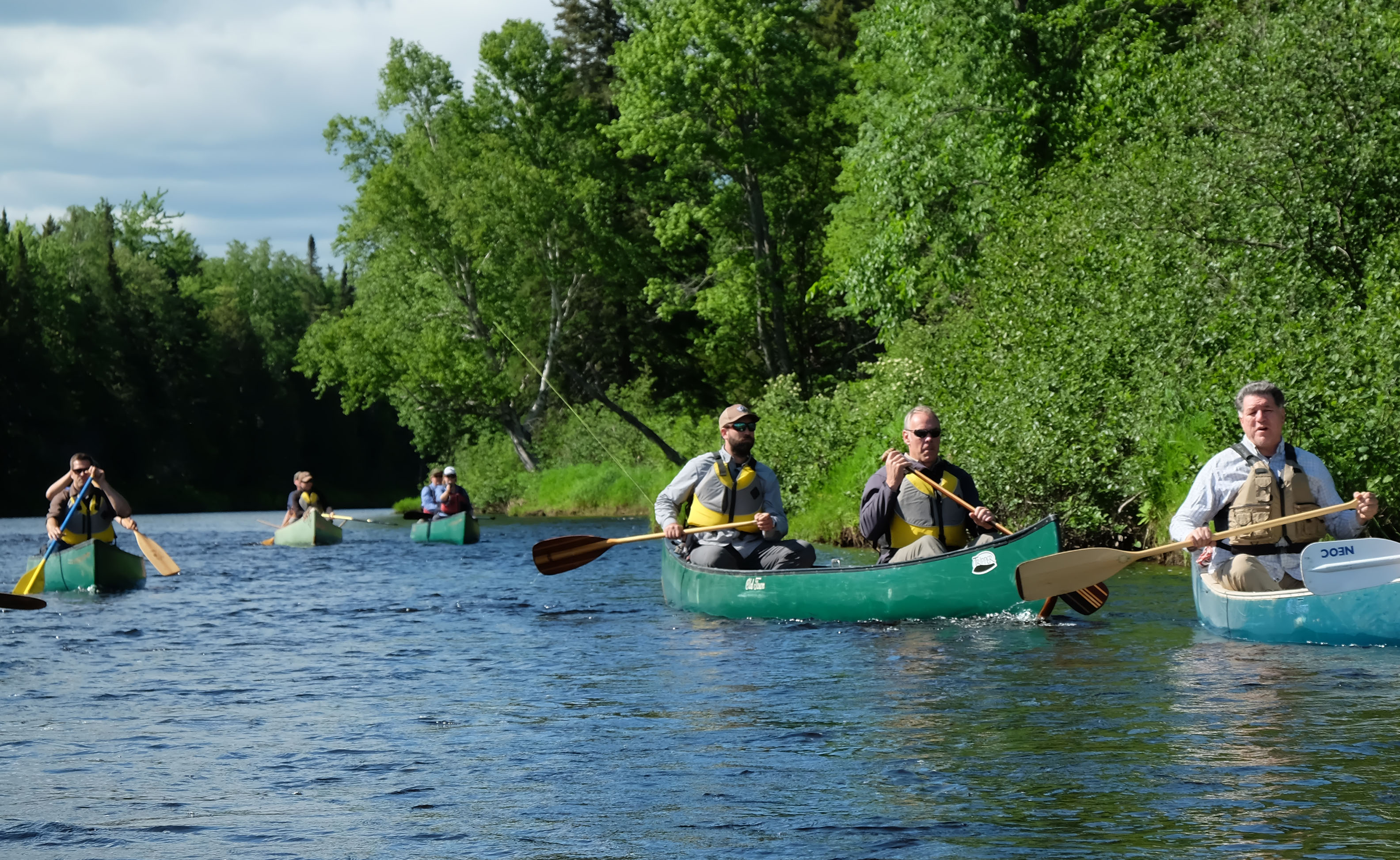
Innenminister Ryan Zinke (zweiter von rechts) inspiziert 2017 per Kanus das Schutzgebiet

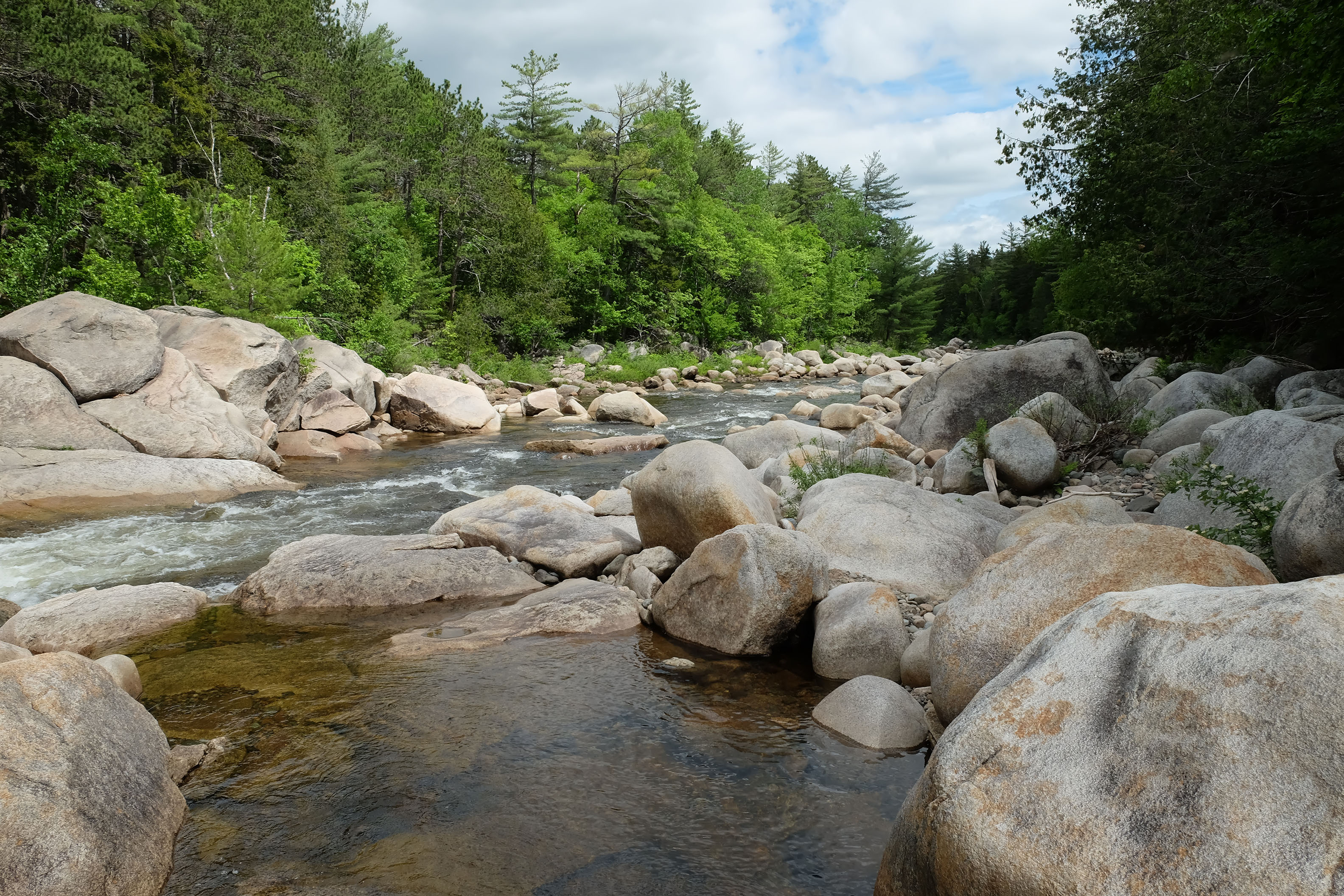
Fluss im Schutzgebiet

Das Katahdin Woods and Waters National Monument ist ein US-amerikanisches National Monument im Penobscot County in Maine. Es wurde durch Präsident Barack Obama durch eine Presidential Proclamation am 24. August 2016 mit einer Flächengröße von 87.563 Acres (35.435 ha) ausgewiesen. Das National Monument wurde wegen der Natur und wissenschaftliches und historisches Interesse ausgewiesen. Der Baxter State Park grenzt westlich direkt an das National Monument. Das Schutzgebiet besteht aus einer großen Hauptfläche und zwei kleineren Nebenflächen.

## Ausweisungsgeschichte und Verwaltung des National Monuments
Roxanne Quimby, Mitbegründerin und zeitweilige Alleinbesitzerin des US-Unternehmens Burt’s Bees, und ihre Stiftung Elliotsville Plantation Inc. begannen 2001 mit dem Erwerb von Grundstücken östlich des Baxter State Park. 2011 gab sie offiziell bekannt, dass das angekaufte Land eines Tages Teil eines Nationalparks werden solle. Doch nach dem Widerstand von Staats- und Bundespolitikern, insbesondere der Republikaner, gegen die Schaffung eines Nationalparks änderte Quimby ihren Fokus auf ein National Monument. Während die Ausweisung eines Nationalparks durch ein Gesetz des Kongresses der Vereinigten Staaten erfolgt, kann ein National Monument auch per Presidential Proclamation, ohne Zustimmung des Kongresses, erfolgen. Am 23. August 2016 spendeten Elliotsville Plantation das Land im Wert von 60 Millionen Dollar den USA. Dazu kamen weitere 20 Millionen Dollar für die Finanzierung der Einrichtung des Katahdin Woods and Waters National Monument und eine Zusage weitere 20 Millionen Dollar als zukünftige Unterstützung für das Schutzgebiet an die Bundesregierung zur Verfügung zu stellen. Auch nach Ausweisung ging der Protest von Republikanern weiter. Paul LePage Gouverneurs im Bundesstaat Maine sprach von einem einseitigen Vorgehen gegen den Willen des Volkes. Am 26. April 2017 wies Präsident Donald Trump mit Executive Order 13792 das Innenministerium der Vereinigten Staaten an die Flächengröße von 27 National Monuments, welche nach dem 1. Januar 1996 ausgewiesen wurden und mindestens 100.000 Hektar Flächengröße haben, zu überprüfen. In seinem Abschlussbericht vom Dezember 2017 empfahl Ryan Zinke Präsident Trump bei sechs National Monuments eine teils große Flächenverkleinerung. Beim Katahdin Woods and Waters National Monument riet er nur die Verwaltungs- und Entwicklungspläne des Denkmals leicht zu ändern.
Es steht unter der Verwaltung des National Park Service. Frühere Nutzungen dürfen ungehindert weiter ausgeübt werden.

## Menschen im Gebiet
Indianer lebten seit 11.000 Jahren im Gebiet. Der Stamm der Penobscot und andere Stämme der Wabanaki-Konföderation lebten dort. Die erste registrierte europäische Erkundung der Region erfolgte 1793 im Auftrag des Commonwealth of Massachusetts, zu dem Maine noch gehörte. 1820 begann die Regierung von Maine mit der Vermessung des Landes rund um das heutige National Monument. Über 100 Jahre lang, vom frühen 18. bis zum späten 19. Jahrhundert, war der Holzeinschlag die wichtigste Industrie in diesem Gebiet.

## Tierarten

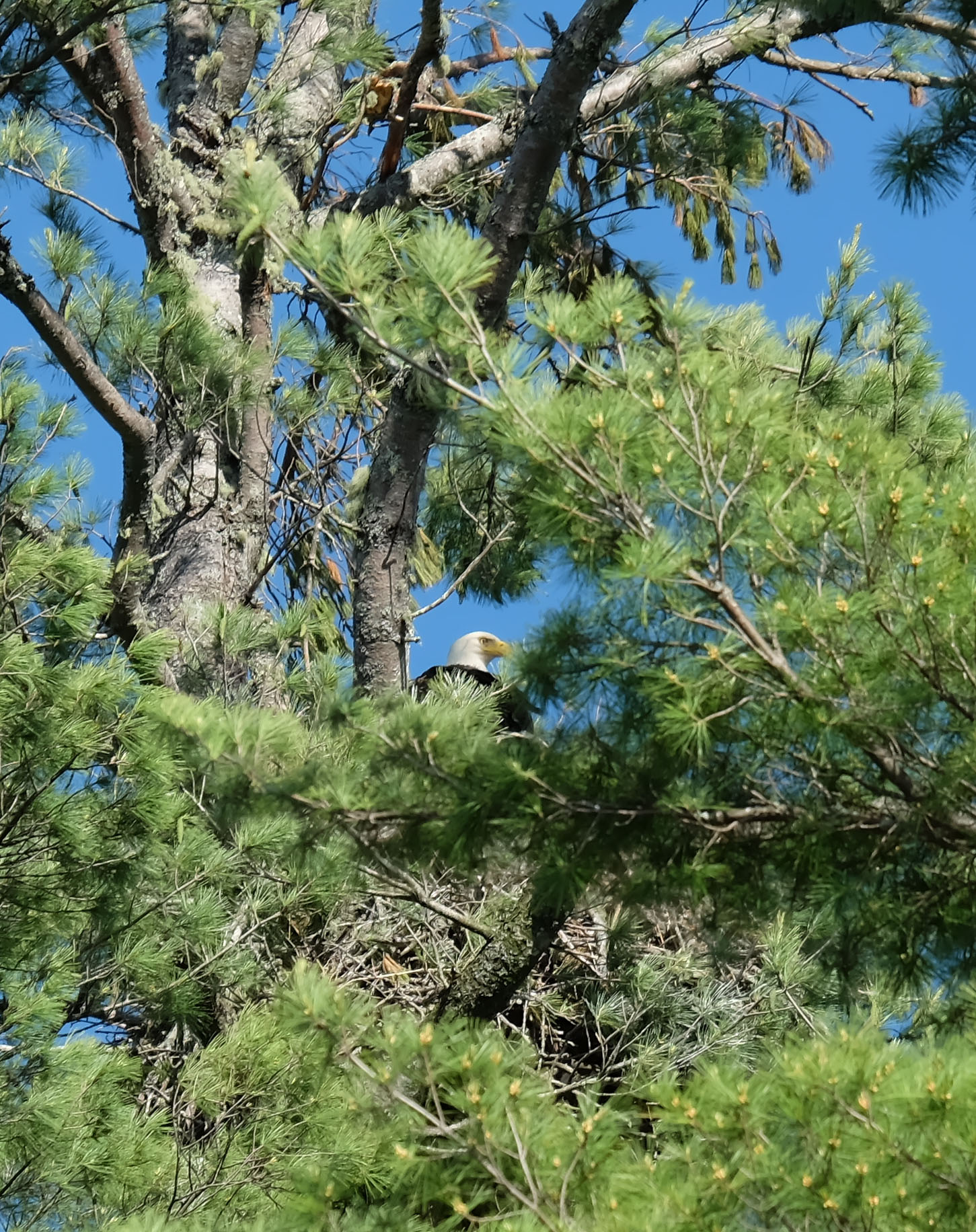
Horst eines Weißkopfseeadlers

Unter den Säugetierarten im Gebiet befinden sich Schneeschuhhase, Elch, Weißwedelhirsch, Kanadischer Luchs, Fichtenmarder und Amerikanischer Schwarzbär. Es brüten 78 Vogelarten, wie das Kragenhuhn, im Schutzgebiet. Es kommen Greifvogelarten wie Habicht und Weißkopfseeadler vor.